# Camp Lazlo
Camp Lazlo ist eine US-amerikanische Zeichentrickserie, die von den Cartoon Network Studios produziert und von Joe Murray geschaffen wurde. In Deutschland lief Camp Lazlo im Bezahlfernsehen auf Cartoon Network und Boomerang, im Free TV auf Super RTL und in Österreich auf ORF eins. Die Serie war 2006 für den Emmy nominiert.

## Inhalt
Bei Camp Lazlo handelt es sich um das Pfadfinderlager Camp Kidney. Alle Personen stellen Tiere dar. Hier betrachtet man den Alltag der Pfadfinder mit witzigen Details. Die Unterkunft stellen Hütten dar; z. B.: Lazlo wohnt mit seinen Freunden Raj und Clam in der Gelee-Bohnen-Hütte (alle Jungen sind Bohnen). Die drei haben es unter der Leitung des strengen Fähnleinführers Lumpus und seines Assistenten Schleichmann schwer, viel Spaß zu haben.
Gegenüber vom Sabber See ist die Heimat der Pfadfinderinnen aus Camp Haselnuss (manchmal Camp Erdnuss) (engl: Acorn Flats). Die am häufigsten gezeigten Pfadfinderinnen sind Gretchen, Nina und Betty.

## Charaktere ausCamp Lazlo
- Lazlo ist ein Spaß liebender und etwas verrückter brasilianischer Klammeraffe. Doch die Regeln in Camp Kidney machen es ihm ziemlich schwer, trotzdem versucht er alles, um Spaß mit Raj und Clam zu haben.

- Raj ist ein indischer Elefant, der Unordnung, Wasser, Käfer und Schlangen meidet. Er sammelt Schallplatten, hat 2 Bauchnabel und einen indischen Akzent.

- Clam ist ein gelbes „Albino“-Zwergnashorn und ein musikalisches Genie, kann jedoch keine richtigen Sätze sprechen und wiederholt oft Wörter der anderen Pfadfinder. Er kann Edward sehr gut imitieren und an Decken und Wänden laufen.

- Edward T. Schnabeltier (orig. Platypus) ist ein Schnabeltier, das Lazlo hasst und versucht, ihm und seinen Freunden jeglichen Spaß zu vermiesen. Er liebt seine Puppe „Veronika“. Zudem wird in der Episode Hallo Puppe bekannt, dass seine Mutter Susanne heißt.

- Skip & Chip sind ziemlich dumme Mistkäfer-Zwillinge, die mit Edward in einer Hütte wohnen. Sie sind meist die einzigen, die Edward bei seinen Plänen gegen Lazlo helfen.

- Samson J. Clogmeyer ist ein hypochondrisches Meerschweinchen, das unter Allergien leidet. Er mag es nicht, schmutzig zu sein. Andernfalls rennt er sofort unter die Dusche.

- Dave & Ping-Pong sind Seetaucher-Zwillinge mit langen Hälsen. Sie wohnen zusammen mit Samson in einer Hütte und sind Redakteure der Camp-Zeitung „Die Bohnen-Woche“ (später „Die Bohne!“).

- Betty Schmunzler (orig. Patsy Smiles) ist ein (fast) immer fröhlicher Mungo, der unsterblich in Lazlo verliebt ist. In der Folge Schlangenjäger gesteht sie Lazlo ihre Liebe.

- Nina Neckerly ist eine gelehrte Giraffe mit Vorliebe für Hornissenrennen und Sci-Fi-Comics.

- Gretchen ist ein aggressiver und immer hungriger Alligator, der es meist nicht versteht zu lächeln.

- Almuth (orig. Almondine) ist eine ruhige, schüchterne, weibliche Eule, welche Fräulein Hirschkuh immer zur Seite steht und all ihren Befehlen aufs Wort folgt.

- Fähnleinführer Adalbert B. (orig. Algonquin C.) Lumpus ist ein oft genervter Elch und würde lieber durch die Welt reisen, als in Camp Kidney zu sein. Er ist ebenfalls verliebt, nämlich in Fähnleinführerin Hanna Hirschkuh.

- Schleichmann (orig. Slinkman) ist eine Bananenschnecke und der Assistent von Lumpus. Er kennt das Camp-Kidney-Regelbuch auswendig und weist Lumpus immer auf Unstimmigkeiten hin. In seiner Jugend war er Stuntman namens Superschnecke. Sein Sprung über den Toter-Mann-Graben wurde von Lumpus verhindert.

- Fähnleinführerin Hanna Hirschkuh (orig. Jane Doe) war früher selbst mal Miss Fru Fru und will ihre Pfadfinderinnen auf den Weg zu Glanz und Glamour führen.

- Frau Rubella Mucki (orig. Miss Mucus) ist ein Warzenschwein, das alle Bohnen-Pfadfinder und Lumpus hasst. Sie weckt morgens die Pfadfinderinnen und leitet den Tag (mit militärischen Kommandos) ein.

- Kommandant Huha (orig. Hoo-ha) ist ein leicht reizbarer Bison und Fähnleinführer Lumpus’ Chef, der regelmäßig nach Camp Kidney kommt, um es zu begutachten. Seine Kleidung ähnelt der eines hochrangigen US-amerikanischen Drillseargeant (besonders der Hut). Allerdings ist sie nicht beige, sondern grün. Außerdem ist er der Vater von Betty Schmunzler.

## Synchronisation
| Rolle            | Englischer Sprecher | Deutscher Sprecher       |
| ---------------- | ------------------- | ------------------------ |
| Lazlo            | Carlos Alazraqui    | Bernhard Völger          |
| Raj              | Jeff Bennett        | Stefan Krause            |
| Clam             | Carlos Alazraqui    |                          |
| Edward           | Mr. Lawrence        | Hans Hohlbein            |
| Chip & Skip      | Steve Little        | Marco Kröger             |
| Samson           | Jeff Bennett        | Gerald Schaale           |
| Dave & Ping-Pong | Mr. Lawrence        | Michael Iwannek          |
| Betty            | Jodi Benson         | Diana Borgwardt          |
| Nina             | Jill Talley         | Ranja Bonalana           |
| Gretchen         | Jill Talley         | Tanja Dohse              |
| Almuth           | Jodi Benson         | Cathlen Gawlich          |
| Lumpus           | Tom Kenny           | Joachim Kaps             |
| Schleichmann     | Tom Kenny           | Stefan Krause            |
| Hanna Hirschkuh  | Jodi Benson         | Claudia Urbschat-Mingues |
| Frau Mucki       | Jill Talley         | Martina Treger           |
| Kommandant Huha  | Jeff Bennett        | Uli Krohm                |
| Schwester Leslie | Mr. Lawrence        | Walter Alich             |
| Weizenkeim Willi | Carlos Alazraqui    | Stefan Staudinger        |

## Episoden
| Nr. | Originaltitel                                                   | Deutscher Titel                                                         |
| --- | --------------------------------------------------------------- | ----------------------------------------------------------------------- |
| 1.  | Parasitic Pal / It’s No Picnic                                  | Mein Freund, der Blutegel / (K)ein intimes Picknick                     |
| 2.  | Gone Fishin’ (Sort of) / Beans Are From Mars                    | Angeln gehen (irgendwie halt) / Jungs sind vom Mars                     |
| 3.  | Lights Out / Swimming Buddy                                     | Lichter aus! / Wasserscheu                                              |
| 5.  | The Weakest Link / Lumpy Treasure                               | Inspektions-Alarm / Der Auserwählte                                     |
| 6.  | Dosey Doe / Prodigious Clamus                                   | Ein wahres Feuerwerk / Das Genie                                        |
| 7.  | The Nothing Club / Loogie Llama                                 | Der Gar-Nichts-Club / Das Einhorn                                       |
| 8.  | Float Trippers / The Wig of Why                                 | (K)ein perfektes Lächeln / Das heilige Haarteil                         |
| 9.  | Slugfest / Beans and Weenies                                    | Das Schneckenfest / Bohnen und Würstchen                                |
| 10. | Beans and Pranks / Movie Night                                  | Bohnen und Streiche / Kleine Jungs, große Jungs                         |
| 11. | The Big Cheese / Camper All Pull Pants Down                     | Indischer Käse / Hosen runter                                           |
| 12. | Hallobeanies / Meatman                                          | Süßes, sonst gibt’s Saures / Der aus der Dose kam                       |
| 13. | No Beads, No Business / Miss Fru Fru                            | Ohne Perlen kein Geschäft / Miss Fru Fru                                |
| 14. | Tree Hugger / Marshmallow Jones                                 | Der Baum der Träume / Marshmallow-Wahnsinn                              |
| 15. | Prickly Pining Dining / Camp Kindey Stinks                      | Essen außer Haus / Camp Kidney stinkt                                   |
| 16. | Parent’s Day / Club Kindey-Ki                                   | Elterntag / Reif für die Insel                                          |
| 17. | Handy Helper / Love Sick                                        | Dein Freund und Helfer / Liebeskummer                                   |
| 18. | Hello Dolly / Over Cooked Beans                                 | Hallo, Puppe! / Eiskalt erwischt                                        |
| 19. | The Battle of Pimpleback Mountain / Dead Bean Drop              | Die Legende vom Pampelmusenberg / Super-Schnecke kehrt zurück           |
| 20. | I’ve Never Bean In a Sub / The Great Snipe Hunt                 | Nicht die Bohne Verstand / Die große Schnepfenjagd                      |
| 21. | Burpless Bean / Slap Happy                                      | Gut gerülpst, Lazlo / Gib mir fünf!                                     |
| 22. | Snow Beans / Irreconcilable Dungferences                        | Runter kommen sie immer / Fisch sucht Fahrrad                           |
| 23. | Mascot Madness / Tomato Paste                                   | Wahrer Sportsgeist / Tomatenschlacht                                    |
| 24. | There’s No Place Like Gnome / Hot Spring Fever                  | Nasenhaarsträubend / Ne ganz heiße Sache                                |
| 25. | Camp Sampson / Beany Weenies                                    | Camp Samson / Der Fitnesstest                                           |
| 26. | Seven Deadly Sandwiches                                         | Was für ein Theater                                                     |
| 27. | Hello Summer, Goodbye Camp                                      | Hallo Sommer, tschüss Camp                                              |
| 28. | The Big Weigh In / Hard Days Samson                             | Der Schweinefett-Schmalz-Truthahn / Sehr verehrt                        |
| 29. | Waiting for Edward / Beans in Toyland                           | Dumm und dümmer / Abenteuer im Spielzeugland                            |
| 30. | Where’s Clam? / Bowling For Dinosaurs                           | Wo ist Clam? / Bowling für Dinosaurier                                  |
| 31. | Squirrel Seats / Creepy Crawly Campy                            | Hilfe, Mädchen! / Haarig, borstig, bissig                               |
| 32. | Sweet Dreams Baby / Dirt Nappers                                | Gute Nacht und schlaf gut / So ein Dreck                                |
| 33. | Spacemates / Temper Tee Pee                                     | Seelenverwandte / Glückliche Felsen und kleine Alligatoren              |
| 34. | Tusk Wizard / Squirrel Scout Slinkman                           | Zahn um Zahn / Fähnleinführer Schleichmann                              |
| 35. | Lazlo Loves a Parade / Are You There S.M.I.T.S.? It’s me Samson | Die Wagenparade / Oh Pfadfinderführer im Himmel                         |
| 36. | Bear-l-y a Vacation / Radio Free Edward                         | Schwester Leslie macht Ferien / Radio Edward                            |
| 37. | The Bean Tree / Taking Care of Gretchen                         | Der Affe fällt nicht weit vom Stammbaum / Wer kümmert sich um Gretchen? |
| 38. | Hold It Lazlo / Being Edward                                    | Verkneif’s dir, Lazlo! / Der Edward-Tag                                 |
| 39. | Scoop of the Century / Boxing Edward                            | Die Krachermeldung des Jahrhunderts / Von Sonnenblumen und Briefmarken  |